# Nhà thờ Thánh Michael Archangel, Turzańsk
Nhà thờ Thánh Michael Archangel ở Turzańsk - một nhà thờ bằng gỗ theo kiến trúc Gô tích ở làng Turzańsk từ thế kỷ XIX, cùng với các tserkvas khác nhau được chỉ định là một phần của tserkvas của UNESCO ở vùng Carpathian ở Ba Lan và Ukraine.
Tserkva ở Turzańsk, được thành lập như một tsekva của Giáo hội Chính thống Đông phương, sau này là Uniate, được tham chiếu trong nửa đầu của thế kỷ XVI. Tserkva hiện tại được xây dựng vào đầu thế kỷ XIX năm 1801, và sau đó được mở rộng vào năm 1836, với một tiền sảnh và nhà thờ. Vào năm 1896 và 1913, tserkva đã trải qua quá trình cải tạo mái nhà, mái nhà được củng cố bằng thiếc. Sau khi di dời dân cư Ukraine ra khỏi khu vực, như một phần của Chiến dịch Vistula, tserkva đã được sử dụng bởi người Công giáo La Mã, giữa năm 1947 và 1961. Năm 1963, tserkva được đưa trở lại Nhà thờ Chính thống Ba Lan. Nội thất của tserkva trưng bày các thành phần nguyên bản: biểu tượng từ năm 1895 và một đa sắc từ bước ngoặt của thế kỷ XIX và thế kỷ XX.